# 3 Geezers!
3 Geezers! is een Amerikaanse komische film uit 2013. 

## Verhaal
Acteur J Kimball onderzoekt hoe het is om oud te zijn voor een rol in een film. 

## Rolverdeling
| Acteur            | Personage              | Opmerkingen |
| ----------------- | ---------------------- | ----------- |
| J.K. Simmons      | J Kimball              |             |
| Basil Hoffman     | Victor                 |             |
| Tim Allen         | Tim                    |             |
| Scott Caan        | Scott                  |             |
| Lou Beatty Jr.    | Bernard                |             |
| Breckin Meyer     | Breckin                |             |
| Randy Couture     | Randy                  |             |
| Mike O'Malley     | Mike                   |             |
| Sam Raimi         | Sam                    |             |
| Kevin Pollak      | Kevin                  |             |
| Robin Bain        | Kari                   |             |
| Courtenay Taylor  | Lisa                   |             |
| Fernanda Romero   | Tiffany                |             |
| Ruth Williamson   | kunst instructeur      |             |
| Daniel Montgomery | Assistent game meester |             |